# André Fabre (orientaliste)
Pour les articles homonymes, voir André Fabre et Fabre.
André Fabre, né le 28 octobre 1932 à Perpignan et mort dans cette même ville le 27 juillet 2009 est un linguiste français, spécialiste de la Corée, professeur à l'Institut national des langues et civilisations orientales. Pionnier des études coréennes, il a permis le développement de la coréanologie en France,.

## Biographie
À partir de 1963, il passe cinq ans en Corée pour approfondir ses connaissances sur ce pays. À son retour en 1968, il fonde à l'Institut national des langues et civilisations orientales la chaire de langue coréenne. Il est l'auteur de nombreux articles et traductions et a donné des conférences sur la Corée dans le monde entier. Outre le coréen, il a appris le chinois, le japonais et le russe, ce qui lui a permis d'avoir un accès direct à toutes les sources de l'histoire coréenne.
Il reçoit en 2000 le prix culturel France-Corée, décerné par le centre culturel coréen en France.
Il est également professeur honoraire de l'université de Kyzylorda au Kazakhstan.
André Fabre était également locuteur d'occitan et de catalan, ce qui l'a amené à s'interroger sur les politiques linguistiques, les langues régionales et le bilinguisme.

## Publications

### Ouvrage
- La Grande Histoire de la Corée, éd Favre, 1988   (ISBN 2-8289-0366-4), édition revue et mise à jour en 2001 sous le titre Histoire de la Corée

### Méthodes de langues
- Le Coréen sans peine, méthode Assimil, 1999,
- Manuel de coréen, avec Seung-Ja Shim, 2001